# MySims Racing
MySims Racing — видеоигра серии MySims, гоночный симулятор на гоночных автомобилях без кузова, разработанная Electronic Arts. Игра была реализована 9 июня 2009 года для Nintendo DS и Wii.

## Рейтинг
| Сводный рейтинг       | Сводный рейтинг          |
| Агрегатор             | Оценка                   |
| --------------------- | ------------------------ |
| GameRankings          | Wii: 70,21 % DS: 66,09 % |
| Metacritic            | 68 %                     |
| Иноязычные издания    |                          |
| Издание               | Оценка                   |
| GameSpot              | 7,5                      |
| GameZone              | 6                        |
| IGN                   | 7,0                      |
| Nintendo World Report | 8                        |
| Blast                 | [ 9 ]                    |
| NZ Gamer              | 8,5                      |

Игра получила положительные отзывы среди критиков. GameSpot, оценивая игру для Wii, оценил её на 7.5 баллов. Оценивая версию для Nintendo DS, игра 7.0 баллов рейтинга, по мнению GameSpot, при этом отметив, четкие, яркие визуальные эффекты в игре; однако также отметил, что игра проходится очень долго, если играть в режиме игры по-сюжету.